# Йонас Трост
Йонас Трост (дан. Jonas Troest, нар. 4 березня 1985, Копенгаген) — данський футболіст, що грав на позиції захисника.
Виступав, зокрема, за клуб «Оденсе», а також молодіжну збірну Данії.

## Клубна кар'єра
Народився 4 березня 1985 року в місті Копенгаген. Вихованець футбольної школи клубу «Б 93». Дорослу футбольну кар'єру розпочав 2002 року в основній команді того ж клубу, в якій провів два сезони, взявши участь у 35 матчах чемпіонату. 
Згодом з 2004 по 2007 рік грав у складі команд «Сількеборг» та «Ганновер 96».
Своєю грою за останню команду привернув увагу представників тренерського штабу клубу «Оденсе», до складу якого приєднався 2007 року. Відіграв за команду з Оденсе наступні три сезони своєї ігрової кар'єри. Більшість часу, проведеного у складі «Оденсе», був основним гравцем захисту команди.
Протягом 2010—2016 років захищав кольори клубів «Коньяспор», «Оденсе», «Сеннер'юск» та «Академіск».
Завершив ігрову кар'єру у команді «Торнбью», за яку виступав протягом 2016—2022 років.

## Виступи за збірні
У 2000 році дебютував у складі юнацької збірної Данії (U-16), загалом на юнацькому рівні взяв участь у 21 іграх.
Протягом 2004–2006 років залучався до складу молодіжної збірної Данії. На молодіжному рівні зіграв у 25 офіційних матчах.